# 540 TCN
540 TCN là một năm trong lịch La Mã.